# Castello Blue
El Castello Blue es un queso azul triple crema de leche de vaca originario de Dinamarca que fue desarrollado en los años 1960 por la compañía quesera Tholstrup (fundada en 1893 por Rasmus Tholstrup). La corteza lavada alberga varios mohos que dan al queso un sabor ligeramente picante. Tiene una textura rica y suave, parecida a la del Brie.
Dentro de la gama Castello también hay variantes blancas y negras.